# Thomas Herschmiller
Thomas Alan Herschmiller (Comox, 6 de abril de 1978) es un deportista canadiense que compitió en remo.
Participó en dos Juegos Olímpicos de Verano, obteniendo una medalla de plata en Atenas 2004, en la prueba de cuatro sin timonel, y el séptimo lugar en Sídney 2000 (ocho con timonel). Ganó una medalla de oro en el Campeonato Mundial de Remo de 2003, en el cuatro sin timonel.

## Palmarés internacional
| Juegos Olímpicos   | Juegos Olímpicos | Juegos Olímpicos | Juegos Olímpicos   |
| Año                | Lugar            | Medalla          | Prueba             |
| ------------------ | ---------------- | ---------------- | ------------------ |
| 2004               | Atenas (Grecia)  | Medalla de plata | Cuatro sin timonel |
| Campeonato Mundial |                  |                  |                    |
| Año                | Lugar            | Medalla          | Prueba             |
| 2003               | Milán (Italia)   | Medalla de oro   | Cuatro sin timonel |